# Гаврилов, Иван Андреевич
Иван Андреевич Гаврилов (1885, Булычи, Калужская губерния — 1937, Киев) — партийный деятель РСДРП(б)- КП(б)У,  , член ВУЦИК, председатель Запорожского горсовета, председатель Днепропетровского (Екатеринославского) областного исполкома, народный комиссар коммунального хозяйства Украинской ССР.  Член ЦК КП(б)У. Расстрелян в 1937 году, реабилитирован посмертно.

## Биография
Родился в 1885 году в Калужской губернии в семье рабочего-строителя. В шестнадцать лет получил домашнее образование, пошёл по стопам отца, работал маляром. Благодаря этой профессии оказался на Северном Кавказе в местах запасов минеральных вод — Пятигорске, Кисловодске, Ессентуках, где в 1903 году принимал участие в забастовке строителей. Как один из активных участников, был арестован и заключён в тюрьму, а затем административно выслан. Через три года снова принял участие в бунте, но теперь уже крестьян села Сурско-Литовское на Екатеринославщине. После подавления восстания был арестован и выслан в Брянск.
В 1908 году И. А. Гаврилов вернулся на Екатеринославщину и жил в Александровске. Тогда же вступил в  РСДРП(б). В 1915 году был мобилизован в ряды Русской императорской армии. Февральская революция застала его в Житомире. Как большевик входил в состав большевистской фракции гарнизонного совета, а вскоре стал заместителем председателя комитета 75-й бригады.
После Октябрьской революции 1917 года был одним из организаторов отрядов Красной гвардии Александровского завода авиационных моторов. В 1918 году, когда в город Александровск вошли австро-венгерские войска, александровский комитет РСДРП назначил Гаврилова председателем созданного подпольного комитета. Во время боёв с войсками Добровольческой армии А. И. Деникина занимал должность комиссара снабжения Крымской армии, переименованной 27 июля 1919 года в 58-ю стрелковую дивизию. В январе 1920 года Гаврилов — председатель уездного ревкома и военного совета в Гуляй-Поле Александровской губернии (с 23 марта 1921 года переименована в Запорожскую).
После окончания боевых действий против Революционно-повстанческой армии Украины (Н. И. Махно) — заместитель председателя Запорожского губисполкома. С ноября 1922 года — председатель Запорожского окрисполкома.
С апреля 1924 года А. Гаврилов находился на должности председателя Екатеринославского губисполкома. Об этом свидетельствует информация, напечатанная в местной газете «Звезда» от 5 апреля 1924 года: «3 апреля на очередном пленуме губисполкома, в должности председателя ГИКа был утвержден т. Гаврилов». С 1925 года Гаврилов одновременно занимал должность и председателя горсовета. Об этом сообщала газета «Звезда» от 25 января: «Состоялось организационное заседание вновь избранного горсовета. Председателем горсовета избран т. Гаврилов».
С июня 1925 года — в должности председателя Екатеринославского округа. В августе 1927 года назначен председателем Мариупольского окрисполкома.
Начиная с 1928 года И. А. Гаврилов работал на руководящих должностях в Укрколхозцентре, в строительной промышленности. В 1932 году он был назначен наркомом коммунального хозяйства Украинской ССР. С 13 мая 1933 г. по 9 сентября 1936 года— снова председатель Днепропетровского облисполкома.
26 января—10 февраля 1934 года делегат XVII съезда ВКП(б) с решающим голосом.
Член ЦК КП(б)У (23.1.1934 — 27.5.1937). С 1 июня 1937 по момент ареста — председатель Украинского Союза потребительских обществ. Арестован  21 июня 1937 г. органами НКВД УкрССР за принадлежность к т. н. «право-троцкистской организации».  Внесен в Сталинский расстрельный список от  25 августа 1937 г. по 1-й категории  («Центральный аппарат УГБ НКВД УССР») («за» Сталин, Молотов). Выездной сессией ВКВС СССР в Киеве приговорен к ВМН 1 сентября 1937 года. Расстрелян в ночь на 2 сентября 1937 г. в числе 48 осужденных   (С. А. Саркисов, А Н. Асаткин-Владимирский, Н. А. Алексеев, А. Г. Соколов, Р. Я. Потапенко, В. Н. Струц, А. У. Холохоленко,  Г. В. Гвахария, И. А. Сапов, М. Г. Олейник и др.). Место захоронения - спецобъект НКВД УкрССР «Быковня». Реабилитирован посмертно ВКВС СССР.

## Награды
Орден Ленина (1936) («за выдающиеся успехи в области сельского хозяйства и за перевыполнение государственных  планов по сельскому хозяйству»).

## Память
Ещё при жизни и пребывании на должности, днепропетровский горсовет принял постановление о присвоении имени Гаврилова недавно построенной школе № 71 и переименовал улицу Новую в улицу Гаврилова (ныне — ул. В. Щербицкого). В 1989 году именем Гаврилова была названа улица в Южном жилмассиве г. Запорожье (с 2016 — улица Водограйная).